# 42nd-Street-Shuttle
| Geographischer Plan New Yorks |                       |                                         |                                    |
| Streckenlänge: | 1,3 (unterirdisch) km |                                         |                                    |
| Spurweite: | 1435 mm (Normalspur)  |                                         |                                    |
| |                       |                                         |                                    |
| \| \| \| \| IRT Flushing Line \| \| \| \| \| IRT Broadway – Seventh Avenue Line \| \| \| \| \| \| \| \| \| Times Square – 42nd Street (Manhattan) \| \| \| \| \| Übergang \| \| \| \| \| \| IRT Broadway – Seventh Avenue Line \| \| \| \| \| IND Sixth Avenue Line \| \| \| \| 5th Avenue/Bryant Park Übergang \| \| \| \| \| \| IRT Lexington Avenue Line \| \| \| \| Grand Central – 42nd Street (Manhattan) \| \| \| \| \| Übergang \| \| \| \| \| \| IRT Lexington Avenue Line \| \| \| \| \| IRT Flushing Line \| |                       |                                         |                                    |
| Erklärungen |                       |                                         |                                    |
| Die linke Linie ist der Shuttle und die rechte die Linie 7. Die Station 5th Ave wird nur von der Linie 7 angefahren, ansonsten sind der Shuttle und die 7 parallel. |                       |                                         |                                    |
| |                       |                                         | IRT Flushing Line                  |
| U-Bahn-Strecke von links · U-Bahn-Kreuzung |                       |                                         | IRT Broadway – Seventh Avenue Line |
| U-Bahn-Strecke |                       |                                         |                                    |
| |                       | Times Square – 42nd Street (Manhattan)  |                                    |
| U-Bahn-Strecke · U-Bahn-Strecke |                       | Übergang                                | Übergang                           |
| U-Bahn-Strecke nach rechts und nach rechts · U-Bahn-Strecke |                       |                                         | IRT Broadway – Seventh Avenue Line |
| U-Bahn-Kreuzung · U-Bahn-Kreuzung |                       |                                         | IND Sixth Avenue Line              |
| U-Bahn-Strecke · U-Bahn-Haltepunkt / Haltestelle |                       | 5th Avenue/Bryant Park Übergang         | 5th Avenue/Bryant Park Übergang    |
| U-Bahn-Kreuzung |                       |                                         | IRT Lexington Avenue Line          |
| |                       | Grand Central – 42nd Street (Manhattan) |                                    |
| U-Bahn-Strecke |                       | Übergang                                | Übergang                           |
| U-Bahn-Strecke nach rechts · U-Bahn-Strecke |                       |                                         | IRT Lexington Avenue Line          |
| |                       |                                         | IRT Flushing Line                  |

Der 42nd-Street-Shuttle (auch: Grand Central/Times Square Shuttle) ist eine Linie der New York City Subway in Manhattan. Sie befährt die IRT 42nd Street Line entlang der 42. Straße. Mit einer Streckenlänge von 1,3 Kilometern ist sie die kürzeste Linie der New Yorker U-Bahn. Als Pendellinie stellt sie ausschließlich eine Direktverbindung zwischen den U-Bahnhofskomplexen Grand Central–42 Street am Grand Central Terminal und Times Square–42 Street/Port Authority Bus Terminal am Times Square her. Die Linie verkehrt zwischen ca. 6 Uhr morgens und Mitternacht, die Fahrzeit beträgt ungefähr neunzig Sekunden. Nachts fährt nur die parallele U-Bahn-Linie 7.
Der 42nd-Street-Shuttle ist eine von drei Shuttlelinien der New York City Subway, die mit einem grauen Logo mit dem Buchstaben „S“ gekennzeichnet sind. Die New York City Transit Authority bezeichnet die Linie intern als „Linie 0“, um sie von den anderen Shuttles, dem Rockaway-Park-Shuttle (Linie H) und dem Franklin-Avenue-Shuttle (Linie S), zu unterscheiden.
Die IRT 42nd Street Line ist die einzige des einstigen Betreibers Interborough Rapid Transit Company (heute mit Ziffern bezeichnete Linien), die auf ihrem ganzen Weg unterirdisch verläuft.

## Geschichte

Ursprüngliche Strecke mit geplanten „Stammstrecken“ (42nd-Street-Shuttle in der Achse des Belmont Tunnels)

Die 42nd Street Line entstand als Teil der viergleisigen Subway, die die Interborough Rapid Transit Company (IRT) am 27. Oktober 1904 von City Hall bis zur Upper West Side als erste Untergrundbahn der Stadt eröffnete. Auf dem Abschnitt unter der 42. Straße fuhren dabei wie üblich auf den beiden inneren Gleisen die Expresszüge und auf den äußeren die an jeder Station haltenden sogenannten „Locals Trains“ („Locals“). Die einzige Besonderheit waren die ungünstigen Kurven, die nötig waren, um die Strecke von Süden unter der 4th Avenue, bekannt als Park Avenue, kommend zum Broadway nach Norden führen zu können.
Vor der Grand Central Station, ab 1913 als Grand Central Terminal bezeichnet, war von Anfang an ein Expressbahnhof mit zwei Mittelbahnsteigen vorgesehen.
Times Square hingegen war anfangs nur eine Station für Local Trains mit zwei im Kurvenbereich liegenden Außenbahnsteigen. Der dortige städtische Platz am Schnittpunkt von Broadway und 7th Avenue hieß bis 1904 Longacre Square. Er wurde erst nach dem Bau des Hochhauses Times Square Nr. 1 von 1903 bis 1905 als neuem Sitz der Zeitung The New York Times berühmt. Diese Aufwertung ist im Zusammenhang mit der damals steigenden Bevölkerungszahl New Yorks, sowohl arm als auch reich, und der Entwicklung Midtown Manhattans zum zweiten Geschäftszentrum zusätzlich zum alten Financial District zu betrachten. Sie wurde durch die besseren Verkehrsverbindungen, die die Subway und die Nähe zur Grand Central Station ermöglichten, begünstigt.

### Shuttle ab 1918

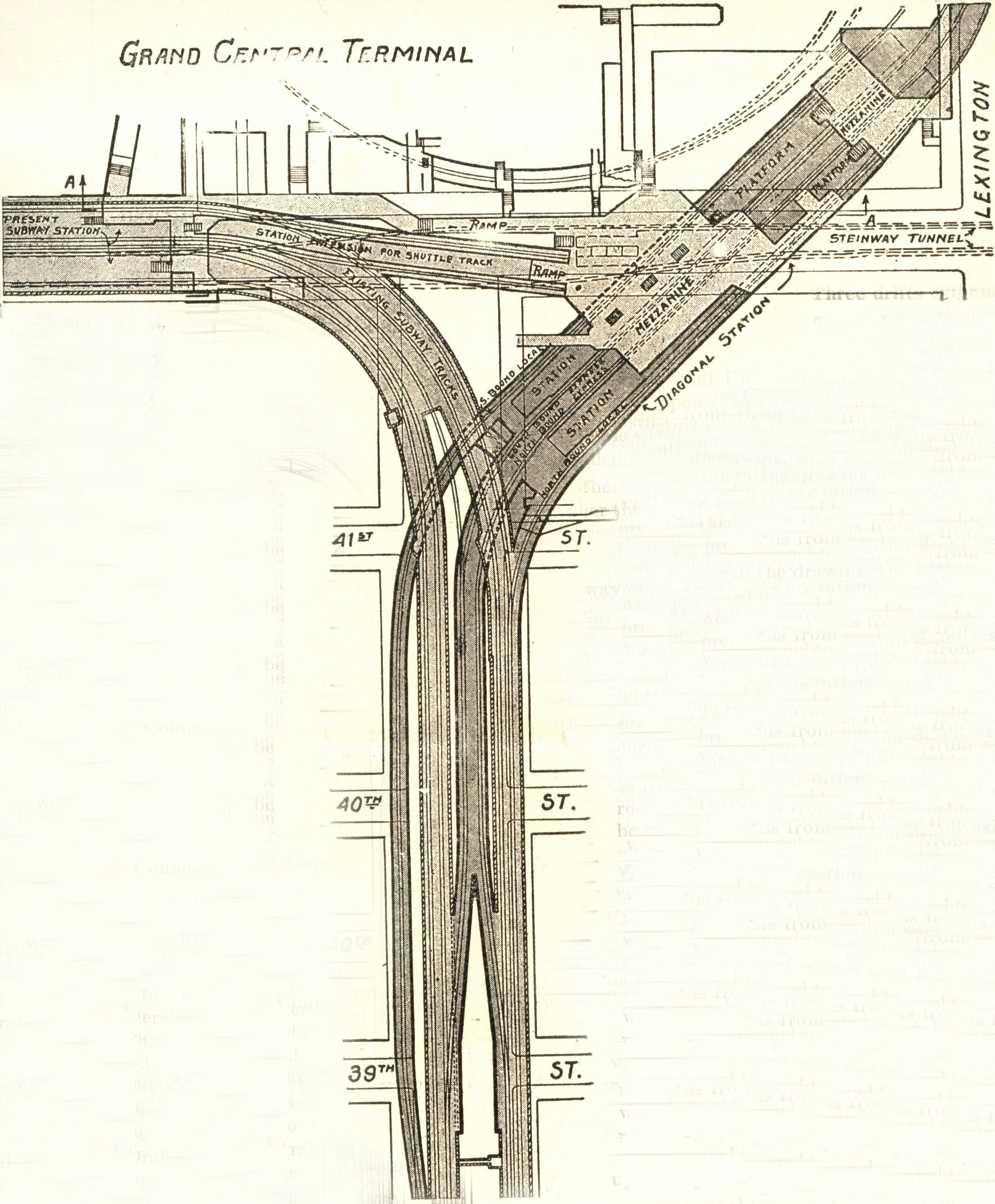
Umbauplan Grand Central 1918. Die „Station extension for shuttle track“ erwies sich als Fehlplanung, die Züge nutzen die „Present subway station“.

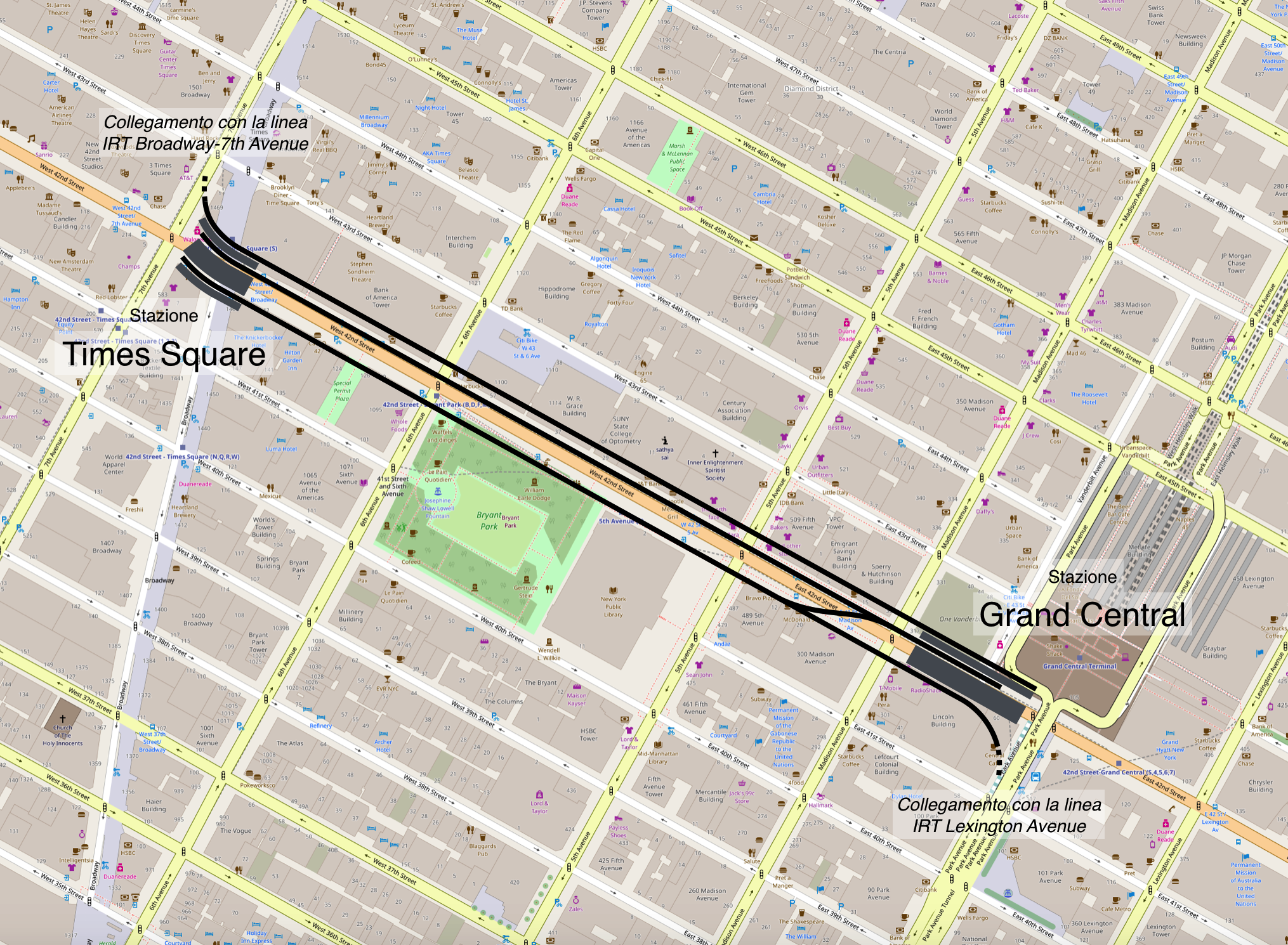
Schematischer Gleisplan der 42nd Street Line 1918 bis 2019, nicht maßstabsgetreu auf topografischer Karte

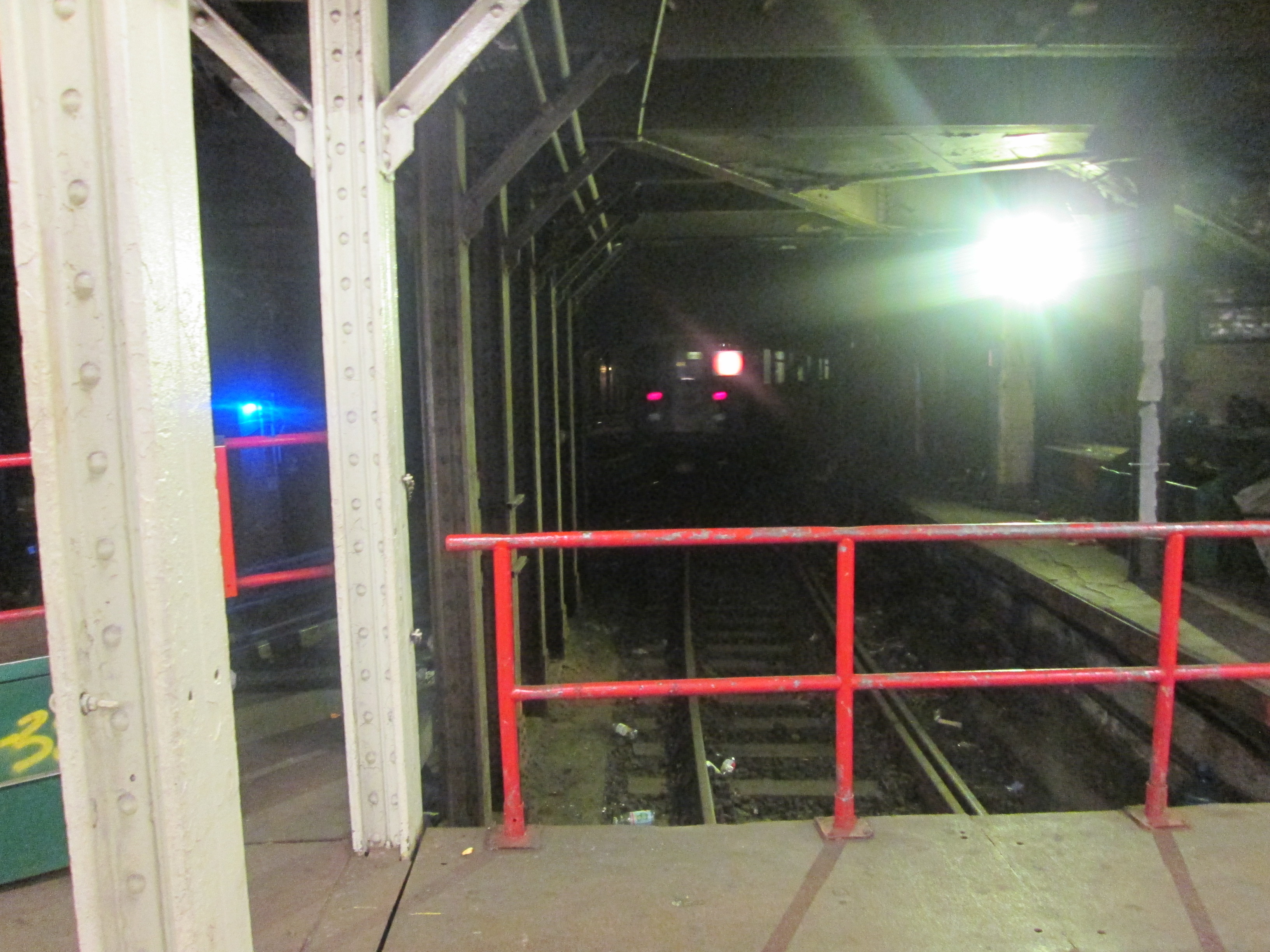
Times Square, Zustand bis 2019: Blick auf den Fußgängersteig über Gleis 4 und die Rücklichter eines im Stammstreckentunnel fahrenden Zuges. Rechts im Halbdunkel ein Stück des alten kurveninneren Bahnsteigs.

Die ursprüngliche U-Bahnstrecke war durch den Fahrgastandrang überlastet. Schon 1910 wurden die Bahnsteige für die Local Trains zum ersten Mal verlängert. Infolge der 1913 unterzeichneten Doppelverträge entstanden bei der IRT zwei Streckenverlängerungen, die den Verkehr von der ersten U-Bahnstrecke auf zwei Stammstrecken verteilen und zusätzliche Bereiche der Stadt bedienen sollten:
- Eine westliche Stammstrecke entlang Broadway und 7th Avenue: Die IRT Broadway – Seventh Avenue Line, heute bedient durch die Linien .
- Eine östliche Stammstrecke entlang der südlichen 4th Avenue, alias Park Avenue, und der Lexington Avenue: Die IRT Lexington Avenue Line, bedient durch die Linien .

Am 1. August 1918 begann der Betrieb auf den neuen Stammstrecken. Dadurch wurde das Netz der IRT H-förmig. Die Bedienung des waagerechten Balkens, der 42nd Street Line, wurde durch den 42nd-Street-Shuttle übernommen. Man erwartete ein geringes Fahrgastaufkommen und eine reibungslose Umstellung. Jedoch wurde der Shuttle schon am ersten Tag sehr stark genutzt. Ein neuer Shuttle-Bahnsteig im U-Bahnhof Grand Central mit zwei Gleisen erwies sich als zu eng. Am 2. August schloss die staatliche Public Service Commission aufgrund der gefährlichen Überfüllung den Shuttle.
Es erfolgten eilige Umbauten. Am Times Square fehlte der Platz für einen Bahnsteig am Expressgleis 3, weshalb das Expressgleis 2 abgerissen und ein neuer, schmaler Bahnsteig auf dessen Trasse errichtet wurde. Die Position in der Kurve wurde beibehalten.
Am Bahnhof Grand Central wurde das ehemalige Expressgleis 2 Richtung Süden entfernt, das einstige Expressgleis 3 endete dort fortan stumpf. Der kurzlebige Shuttle-Bahnhof wurde zum Verbindungsgang zur Verteilerebene des neuen Bahnhofs Grand Central der Lexington Avenue Line umfunktioniert. Das Provisorium dieses ca. 4,50 Meter schmalen Ganges mit seinen überplankten Gleisbetten und der Schmähbezeichnung cattle chute, „Viehtreibgang“, hielt sich bis 1946, als die Verbindung auf 11 Meter verbreitert wurde.
Der Shuttle wurde am 28. September 1918 wiedereröffnet.
Um die Fahrzeuge in die Werkstatt überführen zu können, ist das nördliche Gleis 4 (ehemals „Local“) an die IRT Broadway – Seventh Avenue Line angeschlossen, das südliche „Local“-Gleis 1 an die IRT Lexington Avenue Line. Es besteht keinerlei durchgehende Fahrmöglichkeit zwischen den Stammstrecken.
Bis zum Umbau ab 2019 war Gleis 3 über eine Weichenverbindung von Gleis 1 aus erreichbar. Am Times Square waren die ehemaligen Gleise noch weitgehend vorhanden, sie wurden am nordwestlichen Bahnhofsende lediglich mit Fußgängersteigen auf Bahnsteigniveau überspannt. Dort war auch ein freier Blick in den Streckentunnel und auf vorbeifahrende Züge der IRT Broadway – Seventh Avenue Line möglich.

### Beziehung zur IRT Flushing Line
Die IRT nahm im Jahr 1915 unter dem U-Bahnhof Grand Central ein erstes Teilstück ihrer IRT Queensboro Line in Betrieb. Diese nutzt den tiefer unter der Erde angelegten, zuvor brach liegenden Steinway-Tunnel für eine Verbindung unter dem East River hindurch nach Queens. Die Strecke wurde 1926 nach Westen zu einem neuen Bahnhof Fifth Avenue verlängert und verläuft dabei zum Teil unterhalb der Shuttlestrecke. Direkt westlich des heute Fifth Avenue–Bryant Park genannten Bahnhofs verlässt die Strecke die 42. Straße und schwenkt unter die 41. Straße ein, wo sie seit 1927 den heute als Times Square–42 Street/Port Authority Bus Terminal bezeichneten Bahnhofskomplex erreicht. Auf der Strecke, die eine Alternative zum Shuttle bedeutet und seit 1928 IRT Flushing Line heißt, fahren die Linien .

### Umbau 2019 bis 2022

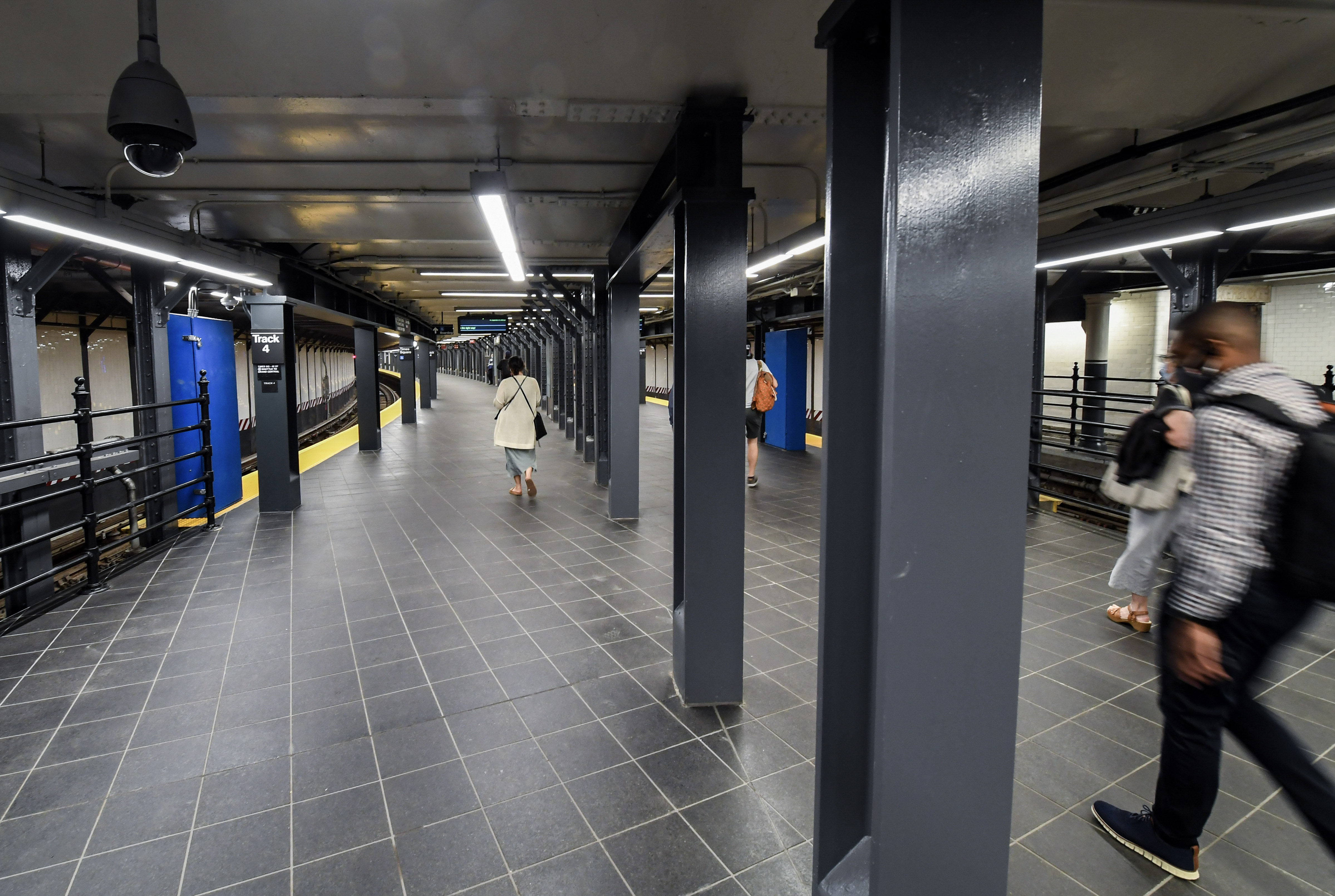
Umgebauter U-Bahnhof Times Square, 2021. An den Stützenreihen ist erkennbar, dass der neue Mittelbahnsteig im Verlauf der beiden früheren Expressgleise steht.

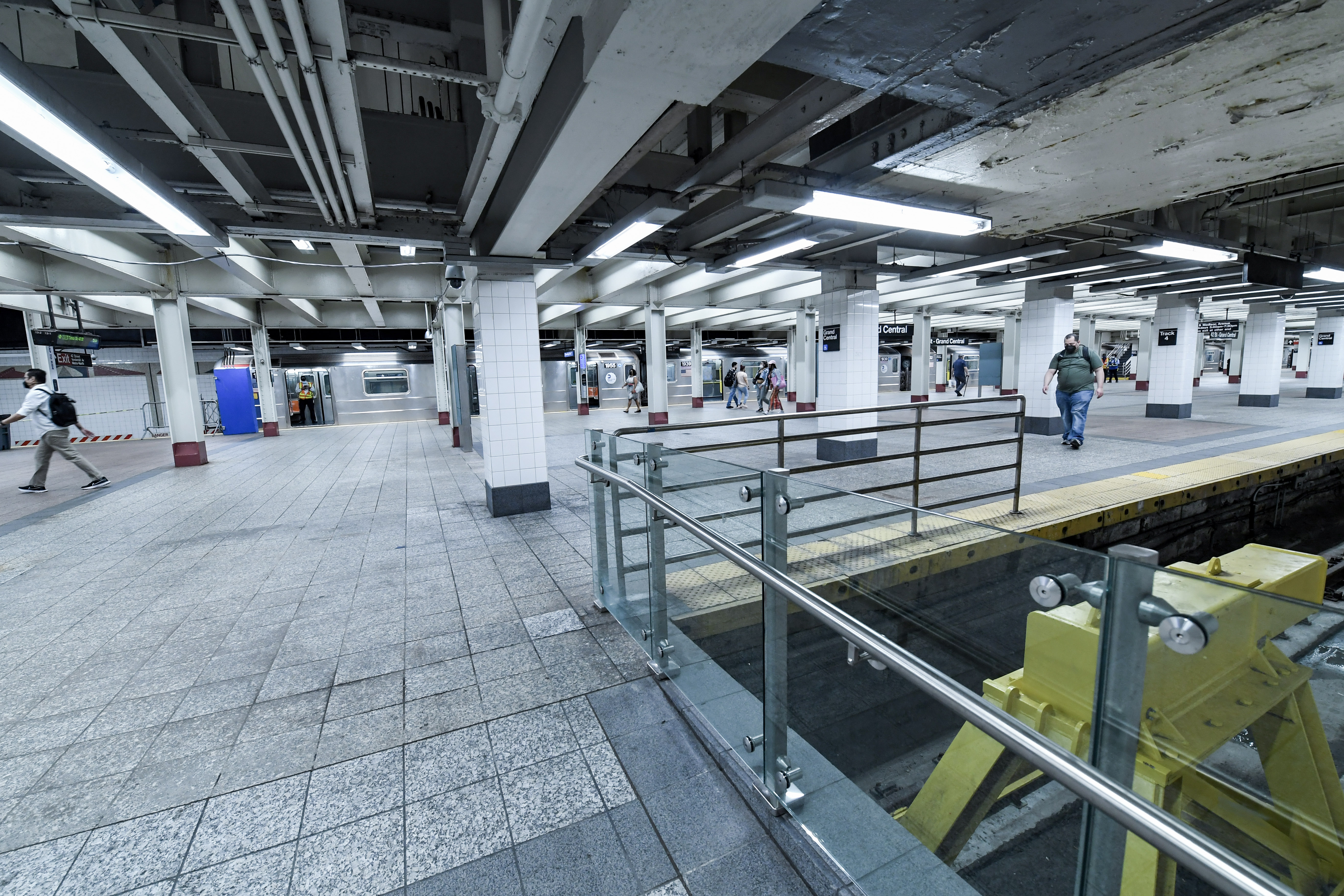
U-Bahnhof Grand Central 2021, vorne rechts der Abschluss von Gleis 4, im Hintergrund ein langer Shuttlezug in Gleis 1

Die Shuttle-Strecke wurde von 2019 bis 2022 grundlegend umgebaut. Die MTA kündigte an, 750 Millionen US-Dollar investieren zu wollen, um barrierefreie Zugänglichkeit gemäß Americans with Disabilities Act, wirtschaftliche Zuglängen und rationellere Betriebsführung zu ermöglichen. Seit dem Umbau bestehen nur noch die beiden Außengleise 1 und 4, auf denen jeweils ein Sechswagenzug pendelt. Im November 2020 endete der Betrieb auf Gleis 3. Die Trassen der beiden ehemaligen mittleren Gleise 2 und 3 wurden in beiden Bahnhöfen mit je einem großen Mittelbahnsteig überbaut und die Zuwegungen erneuert. Am östlichen Ende des Bahnhofs Times Square wurde ein Verbindungsgang zum Bahnhof 42nd Street–Bryant Park der IND Sixth Avenue Line gebaut. Im September 2021 wurden die umgebauten Bahnhöfe der Öffentlichkeit vorgestellt.

## Betrieb
Jedes Gleis wird von einem eigenen Shuttle-Zug in beiden Richtungen befahren. Die Züge haben an beiden Enden je einen Fahrer, um einen dichten Takt durch einen raschen Richtungswechsel zu ermöglichen. Der Fahrer im jeweils hinteren Zugteil überwacht den Fahrgastwechsel und meldet die Abfahrbereitschaft an den Fahrer vorne.
Das Zugmaterial besteht aus Fahrzeugen des Vertrags R62A, von denen zwischen 1985 und 1987 insgesamt 825 Exemplare gebaut wurden. Die Fahrzeuge der Strecke gehörten im Jahr 2008 zum Bestand des Betriebshofs Livonia Yard im Brooklyner Stadtteil East New York an der IRT New Lots Line, davor gehörten sie zum Jerome Yard im Stadtteil Norwood an der IRT Jerome Avenue Line in der Bronx.:227
Bis zum Umbau 2020 waren die Fahrzeuge zu zwei Dreiwagenzügen auf den Gleisen 1 und 4 und einem Vierwagenzug auf Gleis 3 zusammengesetzt. Im September 2021 war der Umbau so weit vorangeschritten, dass erstmals ein Sechswagenzug verkehrte.

### Automatischer Versuchsbetrieb
Zwischen dem 4. Januar 1962 und 1964 wurde auf dem Gleis 4 ein automatischer Zugbetrieb erprobt. Die Technik basierte streckenseitig auf Relaisschaltungen in den beiden Bahnhöfen und wurde mit Lochstreifen gesteuert. Die Zugfahrten wurden mechanisch mit Streckenanschlägen gesichert. Das Ziel war ein vollautomatischer fahrerloser Betrieb. Die New York City Transit Authority hoffte, bei einem Erfolg des Versuchsbetriebs durch Personaleinsparung den Verkehr auf einigen nicht mehr wirtschaftlich betreibbaren Strecken fortführen zu können. Jedoch setzte die Gewerkschaft Transit Workers’ Union durch, dass jeder automatisierte Zug mit einem Fahrer besetzt sein musste. Ein Brand eines Zuges auf Gleis 3 zerstörte am 21. April 1964 das automatisierte Fahrzeug und Teile des U-Bahnhofs Grand Central. Der Bahnhof wurde repariert, die streckenseitige Ausrüstung zurückgebaut und der herkömmliche Betrieb mit zwei Fahrern pro Zug wieder aufgenommen.

Bilder aus den ersten hundert Jahren des Shuttles
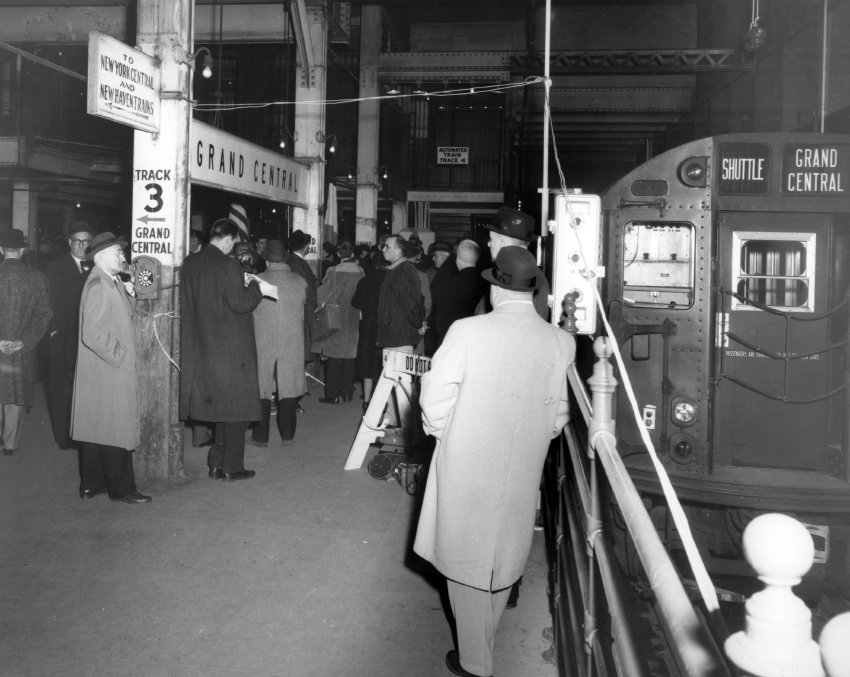
Grand Central 1962 bei der Eröffnung des automatischen Zugbetriebs
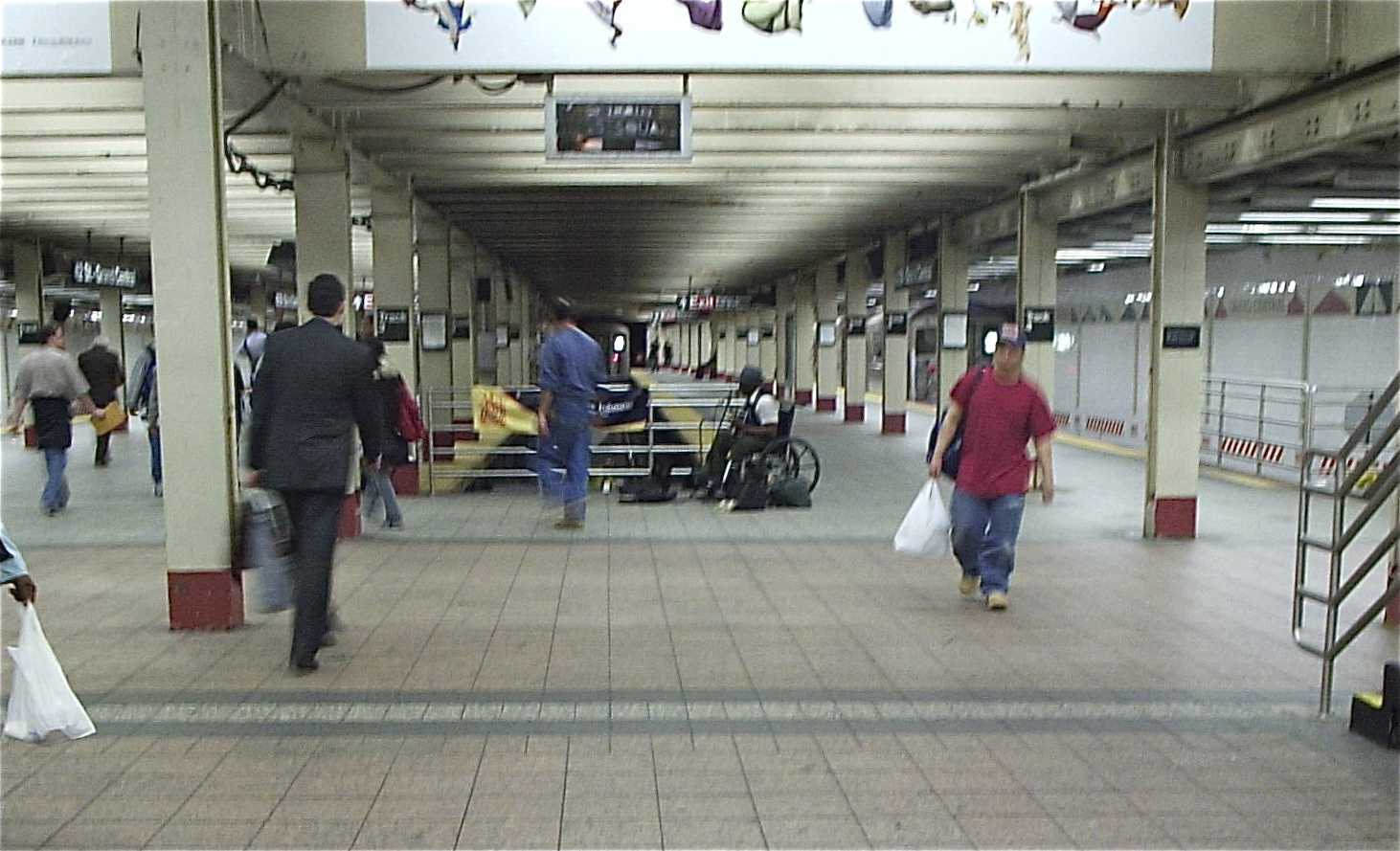
Stumpfgleis 3 in der Station Grand Central
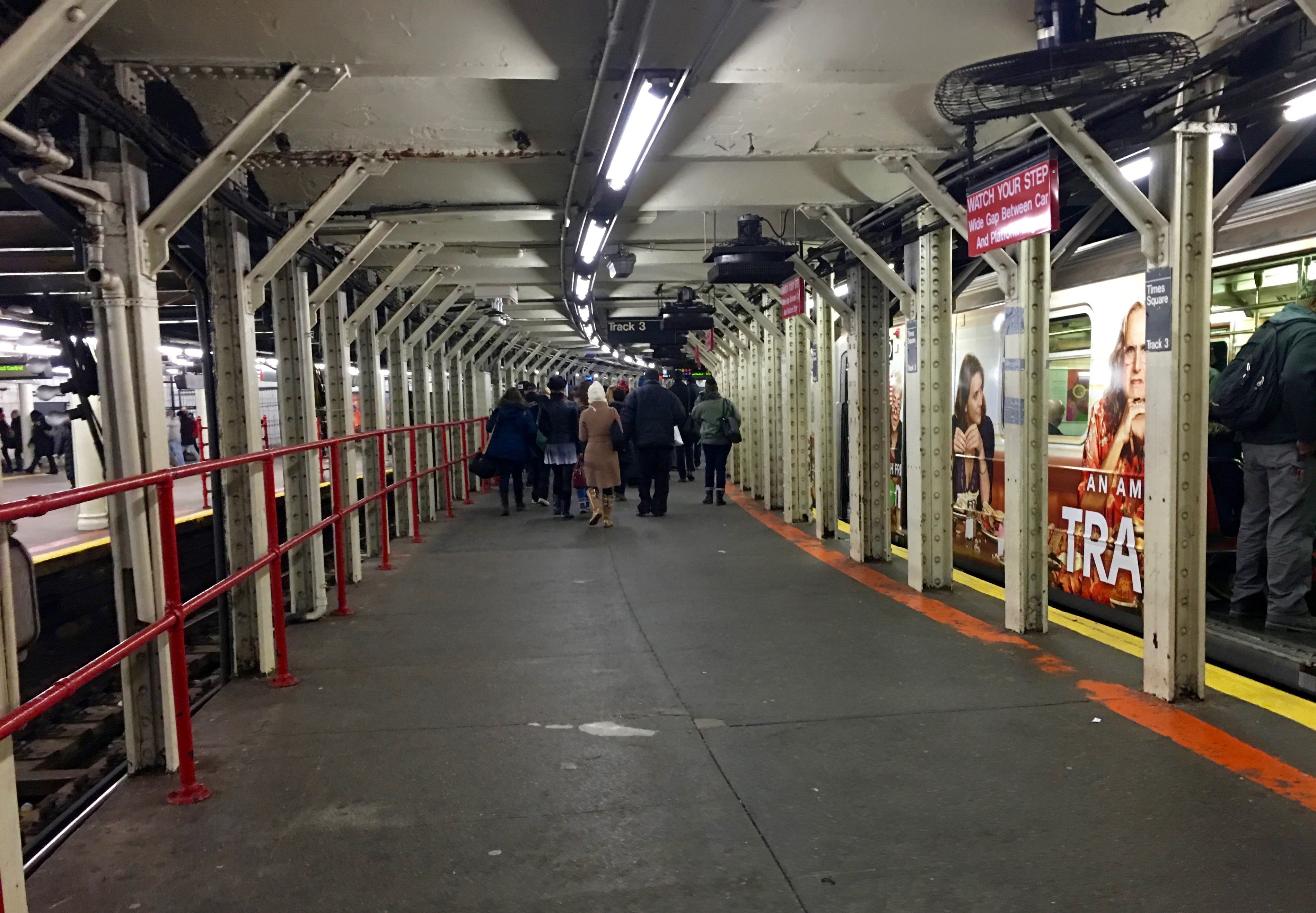
Bahnsteig an Gleis 3 in der Station Times Square
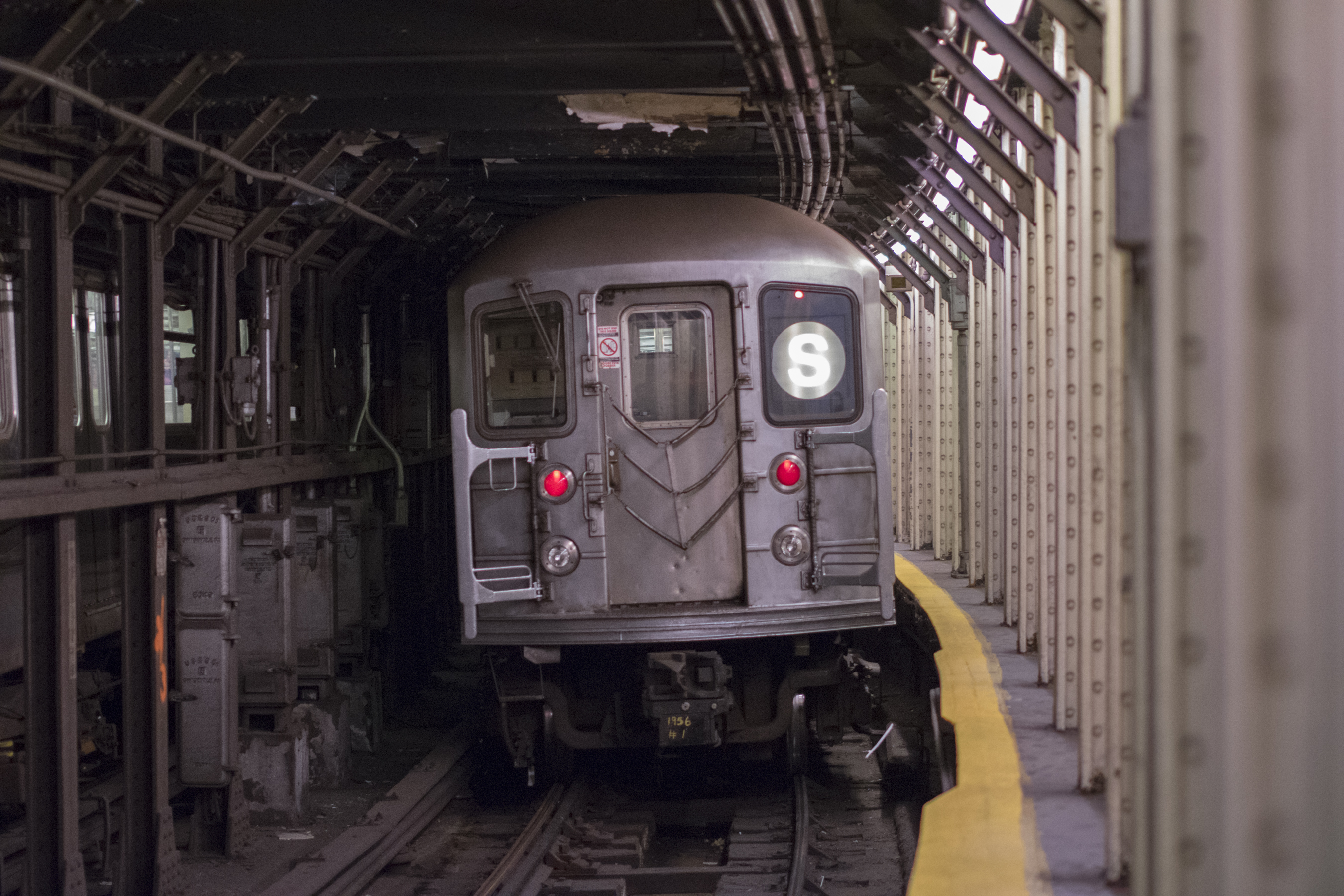
Zug des Vertrags R62A fährt Times Square aus Gleis 3